# Don Rowles
Don Rowles (24 settembre 1952) è un ex sciatore alpino statunitense, vincitore della Can-Am Cup nel 1972.

## Biografia
Specialista delle prove veloci originario di Sandy, in Coppa del Mondo Rowles esordì il 13 febbraio 1971 a Mont-Sainte-Anne in slalom gigante, senza completare la prova e ottenne il primo piazzamento il 19 febbraio seguente a Sugarloaf in discesa libera (37º); in Can-Am Cup nella stagione 1971-1972 si aggiudicò sia la classifica generale, sia quella di slalom gigante. In Coppa del Mondo conquistò due piazzamenti a punti, entrambi in discesa libera: l'11 febbraio 1973 a Sankt Moritz (10º) e il 12 gennaio 1974 ad Avoriaz (8º), suo ultimo risultato agonistico; non prese parte a rassegne olimpiche o iridate.

## Palmarès

### Coppa del Mondo
- Miglior piazzamento in classifica generale: 49º nel 1974

### Can-Am Cup
- Vincitore della Can-Am Cup nel 1972[3]
- Vincitore della classifica di slalom gigante nel 1972[senza fonte]

### Campionati statunitensi
- 1 medaglia (dati parziali):
  - 1 bronzo (discesa libera[4] nel 1972)